# Kir II.
Kir II. Perzijski (staroperzijsko 𐎤𐎢𐎽𐎢𐏁, Kūruš, novoperzijsko  کوروش, Kūroš, hebrejsko כֹּרֶשׁ, Koreš), bolj znan kot Kir Veliki ali Kir Starejši, je bil ustanovitelj Ahemenidskega cesarstva, ki je vladal od leta 559 pr. n. št. do 530 pr. n. št., * 590 pr. n. št., † julij 529 pr. n. št.
Ob koncu njegove vladavine je Ahemenidsko cesarstvo obsegalo vse nekdanje civilizirane države antičnega Bližnjega vzhoda in večino Jugovzhodne in Srednje Azije in Kavkaza. Ustvaril je do takrat največji imperij na svetu, ki se je raztezal od Sredozemskega in Črnega morja na zahodu do Inda na vzhodu. Pod njegovimi nasledniki je s širitvijo ozemlja na zahodu na  Balkan (Bolgarija-Peonija in Trakija-Makedonija) in na vzhodu v dolino Inda imperij dosegel svoj največji obseg. 
Kirov uradni vladarski naslov se je glasil »veliki kralj, kralj Perzije, kralj Anšana, kralj Medije, kralj Babilonije, kralj Sumerije in Akada in kralj štirih strani sveta«. Njegova vladavina je trajala 29-31 let. Njegov imperij se je začel širiti z osvojitvijo Medijskega cesarstva in nato Lidijskega in Novobabilonskega cesarstva. Pred pohodom v Babilonijo ali po njem se je odpravil na pohod v Srednjo Azijo, na katerem je »brez izjeme podjarmil vse narode«. Egipta ni napadel, ker je decembra 530 pr. n. št. padel v bitki z Mesageti ob Sir Darji. Nasledil ga je sin Kambiz II., ki je med svojo kratko vladavino osvojil Egipt, Nubijo in Cirenajko.
Kir Veliki je spoštoval običaje in verovanja prebivalcev dežel, ki jih je osvojil, s čimer je ustvaril uspešno centralizirano državno upravo in vladavino, ki je delovala za napredek in v korist vseh podložnikov.  Organiziranje centralne vlade v Pasargadu in upravljanje cesarstva preko satrapov je bilo njegovo delo. Dokument, ki se včasih omenja kot Razglas o restavraciji (v resnici gre za dva razglasa), ki je v Svetem pismu opisan kot Kirovo delo, je imel trajne posledice za judaizem. Kir je zaradi svoje politike v Babiloniji v judovskem Svetem pismu omenjen kot mesija  (dobesedno maziljeni) Bil je edini Nejud, ki so ga Judje imenovali mesija.
Kir Veliki je dobro znan tudi po svojih dosežkih na področju človekovih pravic, politiki in vojaški strategiji in vplivu na vzhodne in zahodne civilizacije. Rojen je bil v Perzisu, ki se približno ujema s sedanjo iransko provinco Fars, in je imel tudi ključno vlogo v definiranju nacionalne identitete sodobnega Irana. Vpliv Kira in Ahemenidov je v antičnem svetu segal vse do Aten. Številni Atenci so vidike ahemenidske perzijske kulture vzeli za svoje.
V 1970. letih je iranski šah Mohamed Reza Pahlavi slavni Kirov razglas, zapisan na  Kirovem valju, razglasil za najstarejšo znano deklaracijo o človekovih pravicah. Valj se od takrat obravnava kot tak. Nekateri zgodovinarji takšno gledanje kritizirajo, ker se napačno razlaga njegov nastanek.  Razglas naj ne bi bil deklaracija o človekovih pravicah, ampak politični program novega monarha na začetku njegovega vladanja.

## Ime
V perzijskem jeziku, zlasti v Iranu, se ime izgovarja  کوروش [kʰuːˈɾoʃ]. V Svetem pismu je znan kot Koreš (hebrejsko כורש‎‎).
Ime Kir je polatinjena oblika njegovega grškega imena Κῦρος, Kỹros, ki je izhaja iz staroperzijskega imena Kūruš, kar pomeni »kot Sonce«.
Starogrška zgodovinarja Ktezij in Plutarh sta zapisala, da se njegovo ime v perzijskem jeziku glasi Korouš ali Korvaš  in je sestavljeno iz besed kor, ki pomeni Sonce, in vaš, ki je pripona za podobnost.  Ime je v tem smislu podobno imenu mitološkega prvega kralja Perzije Džamšida, katerega ime tudi vsebuje element Sonce (šid).
Karl Hoffmann razlaga, da njegovo ime izhaja iz indoevropskega korena ponižati ali osramotiti. Po njegovi razlagi ime Kir pomeni »poniževalec sovražnika«.

## Življenje

### Zgodovina dinastije
Perzijska dominacija in kraljestvo na Iranski planoti sta se začela širiti z Ahemenidsko dinastijo. Širitev se je začela morda že v 9. stoletju pr. n. št. Eponimni ustanovitelj dinastije je bil Ahemen (staroperzijsko Haxāmaniš). Darej Veliki, deveti kralj iz dinastije, je svoje rodoslovje sledil do Ahemena in zato razglasil, da je to »razlog, da se imenujemo Ahemenidi«. Ahemen je na jugozahodu Irana ustanovil kraljestvo Parsumaš. Nasledil ga je Teisp, ki se je po zasedbi mesta Anšan in razširitvi kraljestva na Pars začel naslavljati s  »kralj Anšana«. Starodavni dokumenti, na primer odlomek s Kirovega valja, omenjajo, da je Teisp imel sina z imenom Kir I., ki je nasledil očeta kot »kralj Anšana«. Kir I. je imel brata Ariaramna.
Kira I. je leta 600 pr. n. št. nasledil sin Kambiz I., ki je vladal do leta 559 pr. n. št. Kir Veliki je bil njegov sin. Ime je dobil po svojem starem očetu Kiru I., kar se je v Iranu dogajalo zelo pogosto.
Več napisov Kira Velikega in kasnejših kraljev omenja Kambiza I. kot »velikega kralja« in »kralja Anšana«. Na Kirovem valju, na primer, Kir sam sebe imenuje »sin Kambiza, velikega kralja, kralja Anšana«. Nek drug napis omenja Kambiza I. kot »mogočnega kralja« in »Ahemenida«. Večina znanstvenikov méni, da je ta napis iz Darejevega obdobja in Darejev ponaredek. Herodot ima za Ahemenida tudi Farnaspa, starega očeta Kambiza II. po materini strani. Ksenofontova pripoved v Kiropediji pravi, da je bilo Kambizovi ženi ime Mandana, Kambiza pa omenja kot kralja Irana (antične Perzije). Trditev se ujema s Kirovim napisom, ker sta bila Anšan in Pars različni imeni iste države. Ujema se tudi z drugimi neiranskimi zapisi, razen v tem, da Herodot trdi, da Kambiz ni bil kralj, ampak »Perzijec iz dobre družine«. Herodot v nadaljevanju napačno navaja tudi ime Čišpiševega sina, za katerega pravi, da je Kambiz, čeprav bi po ugotovitvah sodobnih zgodovinarjev moral biti Kir I.
Tradicionalno stališče, ki temelji na arheoloških raziskavah in rodoslovju, opisanem v Behistunskem napisu in Herodotu, kaže, da je bil Kir Veliki Ahemenid. M. Waters v nasprotju s tem trdi, da Kir ni bil v sorodu z Ahemenidi in da je bil iz družine Teispidov in ne Ahemenidov.

### Mladost
Kir je bil sin kralja Kambiza I. Anšanskega in Mandane, hčerke medijskega kralja Astjaga, rojen leta 600 ali 599 pr. n. št. 
Njegov zapis, ki na splošno velja za točnega, pravi, da je na prestolu nasledil svojega očeta Kambiza I., starega očeta Kira I. in prededa. Poročen je bil s Kasandano, hčerko Ahemenida Farnaspa, s katero je imel sinova Kambiza II. in Bardija in hčerke Atoso, Artistono in Roksano. Po izjaviene od hčera sta se starša zelo ljubila. Po ženini smrti je Kir po celi državi razglasil žalovanje. Nabonidova kronika pravi, da je v Babiloniji žalovanje trajalo šest dni od 21.-26. marca 538 pr. n. št. Ko je Kir po očetovi smrti nasledil perzijski prestol v Pasargadu, je bil Astjagov vazal. Strabon omenja tudi to, da se je Kir prvotno imenoval Agradat, zato je mogoče, da se je v Kira preimenoval ob ponovnem snidenju s svojo družino. 

#### Mitologija
Herodot navaja mitološko pripoved o Kirovi mladosti in piše, da je imel kralj Astjag dvoje preroških sanj, v katerih je iz Mandanine medenice prišla poplava in za njo niz bogato obloženih vinskih trsov, ki so prekrili celo kraljestvo. Svetovalci so njegove sanje razlagali kot napoved, da se mu bo vnuk nekega dne uprl in ga vrgel s prestola. Astjag je zato poklical hčerko Mandano, ki je bila noseča s Kirom, naj se vrne v Ekbatano, kjer naj bi ubili njenega otroka. Astjagov oskrbnik Harpag je za umor zadolžil Mitradata, enega od Astjagovih pastirjev, ki je Harpagu namesto Kira izročil svojega mrtvorojenega sina. Kir je živel v tajnosti, ko je bil star deset let pa je v otroški igri pretepel plemiškega sina, ker ga ni ubogal. Ker sin pastirja česa takega ne bi smel narediti, je kralj poklical njega in njegovega krušnega očeta na zagovor. Ko je pastir priznal svoje dejanje, je kralj poslal Kira nazaj v Perzijo k njegovim pravim staršem  in iz maščevanja na dvor poklical Harpagovega sina, ga ubil in razsekal. Del trupla je skuhal, druge dele pa spekel in prisilil Harpaga, da je na velikem banketu svojega sina pojedel. Po obedu so Astjagovi služabniki na pladnjih prinesli otrokovo glavo, roke in noge, da je spoznal, kaj je naredil. V drugi različici je Kir predstavljen kot sin revne družine, ki je delal na medijskem dvoru.

## Vzpon in vojni pohodi

### Medijsko cesarstvo
Kir je vladal že pred očetovo smrtjo leta 551 pr. n. št., vendar ne kot neodvisen vladar. Tako kot njegovi predhodniki je moral priznati nadoblast Medijskega cesarstva. Astjag, zadnji kralj Medijskega cesarstva in Kirov stari oče, je vladal verjetno v večjem delu antičnega Bližnjega vzhoda od lidijske meje na zahodu do partske in perzijske na vzhodu.
Po pisanju Nabonidove kronike  je Astjag napadel Kira, »kralja Ansana«. Zgodovinar Herodot piše, da je Astjag za poveljnika medijske vojske imenoval Harpaga. Harpag se je povezal s Kirom in spodbudil njegov upor proti Mediji in ga šele potem napadel z več plemiči in delom svoje vojske. Upor potrjuje  Nabonidova kronika. Babilonski zapisi pravijo, da so sovražnosti trajale najmanj tri leta (553-550 pr n. št.) in se končale z osvojitvijo Ekbatane. Zgodovinarja Herodot in Ktezij pišeta, da je Kir Astjagu prizanesel in se poročil z njegovo hčerko Amitis. S poroko je pomiril številne vazale, vključno z Baktri, Parti in Saki. Herodot omenja, da je Kir na pohodih leta 546-539 pr. n. št. podjarmil in v svoje kraljestvo vključil tudi Sogdijo.
Po Astjagovi odstavitvi so vsi njegovi vazali, vključno s številnimi Kirovimi sorodniki, prišli pod Kirovo oblast. Prestol mu je moral prepustiti tudi stric Arsam, ki je bil pod Medijci kralj mestne države Parsa. Zgleda, da je prenos oblasti znotraj družine potekel brez zapletov in da je stric pod Kirovo oblastjo verjetno ostal uradni guverner Parse. Njegov sin Histasp, ki je bil hkrati Kirov bratranec, je postal satrap Partije in Frigije. Kir Veliki je s tem združil ahemenidski kraljestvi Parsa in Anšan v Perzijo kot jo poznamo. Arsama je živel dovolj dolgo, da je preživel oba Kirova sinova. Njegov vnuk Darej Veliki je postal kralj kraljev (šahinšah) Perzije. Kirova osvojitev Medije je bila šele začetek njegovih osvajalskih vojn. 

### Lidijski cesarstvo in Mala Azija
Natančen datum osvojitve Lidije ni znan, vsekakor pa se je zgodila med Kirovo osvojitvijo Medijskega kraljestva leta 550 pr. n. št. in osvojitvijo Babilonije leta 539 pr. n. št. V preteklosti so zaradi nekaterih tolmačenj Nabonidove kronike pogosto omenjali leto 547 pr. n. št., zdaj pa ta datum ne drži več. Vojna se je začela z napadom Lidijcev na ahemenidsko mesto Pterija v Kapadokiji. Kralj Krez je mesto oblegal, ga zavzel in zasužnjil njegove prebivalce, Perzijci pa so medtem pozvali meščane Jonije, ki je spadala v Lidijsko kraljestvo, naj se uprejo svojemu vladarju. Jonci so ponudbo odklonili, zato je Kir zbral svojo vojsko in jo povedel v Lidijo. Na pohodu so se njegovi vojski pridružila ljudstva, na katera je naletel. Bitka pri Pteriji, v kateri sta imeli obe strani težke izgube, se je končala brez zmagovalca. Krez se je naslednje jutro umaknil v Sarde.
Iz Sard je poslal vsem svojim zaveznikom zahtevo za pomoč. Kir je proti koncu zime, ko se Krezovi zavezniki še niso uspeli združiti, vdrl v Lidijo in začel oblegati Kreza v Sardah. Malo pred odločilno bitko med obema vladarjema pri Timbri, je Harpag svetoval Kiru, naj pred svoje vojake postavi kamelarje, ker se jih bodo lidijski konji, nevajeni vonja kamel, zagotovo prestrašili. Strategija je delovala in lidijska konjenica je bila hitro uničena. Kir je nato porazil še Krezove pešake in Kreza ujel. Zasedel je prestolnico Sarde in do konca leta 546 pr. n. št. celo Lidijsko kraljestvo. Herodot pravi, da je Kir Krezu prizanesel in ga obdržal kot svetovalca. Njegova trditev je v nasprotju s podatkom iz  Nabonidove kronike, ki pravi, da so ujetega Kreza usmrtili.
Pred vrnitvijo v prestolnico je Kir pooblastil Lidijca Paktiesa, da odpelje Krezovo zakladnico v Perzijo. Pakties je kmalu po Kirovem odhodu najel vojake in v Sardah organiziral upor proti perzijskemu satrapu Lidije Tabalu. Kir je po Krezovem nasvetu v Lidijo poslal svojega generala Mazaresa z nalogo, do zatre upor in mu pripelje živega Pakiesa. Po Mazaresovem prihodu je Pakties pobegnil v Jonijo, kjer je najel še več vojakov. Mazares je nadaljeval pohod v Lidijo in osvojil mesti Magnezija in Priene. Kaj se je v tem času dogajalo s Paktiesom, ni znano. Ko so ga ujeli, so ga verjetno odpeljali h Kiru in ga po mučenju usmrtiti.
Mazares je nadaljeval osvajanje Male Azije in v Joniji iz neznanega vzroka umrl. Kir je v Jonijo za zamenjavo poslal svojega vojskovodjo Harpaga, ki je dokončal Mazaresovo osvajanje Male Azije. Harpag je osvojil Likijo, Kilikijo in Fenicijo. Za osvajanje mest je uporabljal metodo spodkopavanja mestnega obzidja, ki je Grki niso poznali. Svoja osvajanja je zaključil leta 542 pr. n. št. in se nato vrnil v Perzijo.

### Novobabilonsko cesarstvo
Do leta 540 pr. n. št. je Kir osvojil Elam (Suzijana) in njegovo prestolnico Suzo. Nabonidova kronika pravi, da je Nabonid pred bitko ukazal, da se vsi kultni kipi iz okoliških babilonskih mest prenesejo v prestolnico, kar kaže, da se je konflikt začel morda pozimi leta 540 pr. n. št. Na začetku oktobra se je Kir spopadel v bitki pri strateško pomembnem mestu Opisu ali v njegovi bližini na obali Tigrisa severno od Babilona in uničil babilonsko vojsko. 10. oktobra je brez ali skoraj brez odpora meščanov osvojil Sipar. Mogoče je, da se je Kir pred tem pogajal z babilonskimi generali in z njimi sklenil kompromis, s katerim se je izognil neposrednemu vojaškemu spopadu. Nabonid je nekaj časa ostal v mestu in nato pobegnil v prestolnico Babilon, katerega ni obiskal že več let.
Dva dni kasneje, 7. oktobra 539 pr. n. št., so Babilon brez odpora osvojile čete Kirovega generala Gubaruja   in priprle Nabonida. Herodot razlaga, da so Perzijci dosegli to junaško dejanje tako, da so izrabili vodni bazen, ki ga je dala izkopati kraljiica Niktoris za obrambo Babilona pred napadom Medijcev. Perzijci so vodo iz Evfrata speljali v kanal, da je gladina vode upadla  »do sredine stegen«  in ponoči po rečnem koritu vdrli v mesto. 29. oktobra je v mesto prišel tudi Kir.
Novobabilonsko cesarstvo je pred Kirovo invazijo podjarmilo več kraljestev. Po invaziji je Kir k svojemu imperiju verjetno priključil tudi sosednje pokrajine  Sirijo, Judejo in zahodno Arabijo, čeprav za to ni nobenega neposrednega dokaza.
Po osvojitvi Babilonije se je Kir na slavnem Kirovem valju razglasil za »kralja Babilonije, kralja Sumerije in Akadije in kralja šritih strani sveta«. Valj dal vzidati v temelje templja Esagila, posvečenega glavnemu babilonskemu bogu Marduku. Besedilo na valju opisuje Nabonida kot brezbožnika, zmagovitega Kira pa kot všečnega bogu Marduku. Opisuje tudi, kako je Kir izboljšal življenjske razmere meščanov Babilona, vrnil v domovino razseljene prebivalce in obnovil templje in svetišča. Čeprav nekateri menijo, da je valj nekakšna prva listina o človekovih pravicah, je bolj verjetno, da je politični program reform, kakršnega so po mezopotamskih običajih na začetku vladanja razglašali vsi novi vladarji.
Imperij Kira Velikega je bil največji v dotedanji zgodovini. Ob koncu njegove vladavine se je Ahemenidsko cesarstvo raztezalo od Male Azije na zahodu do severozahodnih pokrajin Indijske podceline na vzhodu.

## Smrt
Kirova smrt je v različnih virih opisana zelo različno. Herodotov opis v njegovih Zgodbah je drugi najdaljši in najbolj podroben. V njem je Kir padel v siloviti bitki z Masageti, plemenom iz najjužnejših step Horezma in Kizilkuma v sedanjem Kazahstanu in Uzbekistanu, potem ko jih je po Krezovem nasvetu napadel na njihovem ozemlju. Masageti so bili po načinu oblačenja in življenja sorodni Skitom. Vojskovali so se na konjih in peš. Kir je poskušal njihovo kraljestvo pridobiti s poroko z njihovo cesarico Tomiris, a je bil očitno zavrnjen. 
Po zavrnitvi je poskušal okoli leta 529 pr. n. št. njihovo ozemlje zasesti s silo. Napad je začel z gradnjo mostov in bojnih čolnov na mejni reki Jaksartes (Sir Darja). Tomiris ga je opozorila, naj odstopi od svojih načrtov, čeprav je pričakovala, da se to ne bo zgodilo, in mu ponudila časten spopad njunih vojsk na bojišču, oddaljenem kakšen dan hoda od Sir Darje. Kir je njeno ponudbo sprejel. Ko je izvedel, da Masageti ne poznajo vina in njegovega opojnega učinka, je postavil bogato založen tabor in se nato umaknil. Najboljše vojake je odpeljal s seboj in v taboru pustil manj usposobljene. Tomirisin sin in general Spargapis je s tretjino svoje vojske napadel Kirov tabor in porazil njegovo posadko. Po zmagi so se vojaki pogostili in do pijanosti opili in Kirova vojska jih je v nepričakovanem napadu zlahka premgala. Spargapisa so Perzijci ujeli. Po streznitvi je naredil samomor. Ko je Tomiris izvedela, kaj se je zgodilo, je javno ožigosala Kirovo taktiko kot podlo in prisegla mščevanje. Drugi napad na Perzijce je vodila sama. V bitki je bil Kir ubit, njegova vojska pa je utrpela ogromne izgube. Herodot pravi, da je bila bitka najbolj okrutna v Kirovem življenju in celem antičnem svetu. Po bitki so na Tomirisin ukaz Kiru odsekali glavo in jo vrgli v posodo krvi kot simbolno gesto maščevanja za njegovo krvoločnost in smrt njenega sina. Nekateri zgodovinarji se s Herodotovo različico Kirove smrti ne strinjajo, predvsem zato, ker je zgodbo izvedel iz domnevno zanesljivih virov, vendar ne omenja nikogar, ki bi te dogodke videl.
Herodot obširno pripoveduje tudi o tem, da je Kir v sanjah videl najstarejšega Histaspovega sina (Darej I.) s krili na ramenih. Z enim je zasenčil Azijo, z drugim pa Evropo. Sanje naj bi napovedovale kraljevo smrt med njegovim zadnjim, usodnim pohodom preko reke Oxus.
Dandamajev v nasprotju s Herodotom trdi, da so Perzijci morda odnesli Kirovo truplo iz Masagetije.  Po pisanju Kronike Mihaela Sirijca (1166-1199 n. št.) je Kira ubila njegova žena Tomiris, kraljica Masagetov (Maksatov) v 60. letu judovskegega suženjstva.
Ktezij ima v svoji Perziki najdaljši opis Kirove smrti, ki pravi, da je Kir umrl med zatiranjem upoora derbiških pešakov, katere so podprli skitski lokostrelci in konjenica in Indijci na slonih. Spopad naj bi se zgodil severovzhodno od gornjega toka reke Sir Darje.
Zapis v Ksenofontovi Kiropediji v nasprotju z drugimi zapisi pravi, da je Kir Veliki umrl mirno v svoji prestolnici. Zadnja različica Kirove smrti prihaja od Berossusa, ki edini poroča, da je Kir umrl v bitki z daškimi lokostrelci severovzhodno od gornjega toka Tigrisa. 

### Pokop
Kira Velikega so pokopali v njegovi prestolnici Pasargad na mestu, kjer zdaj stoji grobnica iz apnenca, zgrajena okoli 540-530 pr. n. št. Mnogi verjamejo, da je grobnica njegova. 
Strabon in Arian opisujeta grobnico skoraj popolnoma enako. Njun opis temelji na poročilu očividca Aristobula iz Kasandrije, ki je na zahtevo Aleksandra Velikega dvakrat obiskal Kirov grob. Kirova prestolnica je zdaj v ruševinah, njegova grobnica pa je skoraj nedotaknjena in delno obnovljena. Po Plutarhu je bil na njej napis:
O, človek, kdor koli si in od koder koli prihajaš, ker vem, da boš prišel. Sem Kir, ki je za Perzijce osvojil njihov imperij, zato mi ne zavidaj tega koščka zemlje, ki pokriva moje kosti.
Glinaste klinopisne tablice iz Babilonije dokazujejo, da je Kir umrl okoli decembra 530 pr. n. št. in da ga je nasledil sin Kambiz II. Sin je nadaljeval očetovo politiko širjenja cesarstva in osvojil Egipt, vendar je po samo sedmih letih vladanja umrl. Nasledil ga je ali Kirov drugi sin Bardija (Smerdis) ali slepar, ki se je izdajal zanj. Kot samostojni vladar Perzije je vladal sedem mesecev, dokler ga ni ubil njegov naslednik Darej I. Veliki.
Antični grški in rimski spisi živo opisujejo tako geometrijo kot estetiko Kirove grobnice, ki se je od takrat zelo malo spremenila. Pravokotna zgradba na stopničastih temeljih in piramidasto streho ima na prednji strani majhno odprtino ali okno, skozi katero se tudi mršav človek komaj zrine.
V zgradbi je bila na mizi z zlatimi nogami zlata Kirova krsta. Nad njo so bile razpete tapiserije in zastori iz najdragocenejših babilonskih tkanin, ki so jih izdelali medijski rokodelci. Pod njo je ves prostor prekrivala fina rdeča preproga. Grško besedilo pravi, da je grobnica stala sredi plodnih pasargadskih vrtov, obdana z drevesi in okrasnimi grmi. Pred plenilci in vandali jo je varovala skupimna magov, nastanjenih v njeni bližini.
V kaosu, ki sta ga povzročila Aleksander Veliki z vdorom v Perzijo in poraz Dareja III., so v Kirovo grobnico vdrli in večino dragocenosti ukradli. Ko je Aleksader prišel do grobnice, je bil zgrožen. Mage je po zaslišanju postavil pred sodišče.   Po nekaterih zapisih je bila Aleksandrova odločitev bolj namenjena spodkopavanju oblasti magov in razkazovanje lastne moči v novoosvojenem cesarstvu kot skrb za Kirovo grobnico.  Aleksander je ne glede na to občudoval Kira in od mladosti bral Ksenofontovo Kiropedijo z opisi njegovih junaštev in vladarskih sposobnosti. Aleksander je zato ukazal Aristobulu, da obnovi grobnico in njeno notranjost, čeprav je šest let pred tem (330 pr. n. št.) oplenil Perzepolis in ga namerno ali med razuzdanim pijančevanjem požgal.
Grobnica je preživela zob časa, vdore tujcev in notranje razprtije, več imperijev, sprememb režima in revolucij. Zadnja vidna iranska osebnost, ki je posvečala pozornost Kirovi grobnici, je bil zadnji uradni perzijski monarh, šah Mohamed Reza Pahlavi med praznovanjem 2.500. obletnice monarhije. Tudi on se je, tako kot Aleksander Veliki, skliceval na dediščino Kira Velikega, da bi z njo upravičil svojo oblast. UNESCO je leta 2015 Kirovo grobnico v Pasargadu uvrstil na svoj seznam svetovne kulturne dediščine.

## Zapuščina
Britanski zgodovinar Charles Freeman trdi, da so »področje Kirovega delovanja in njegovi dosežki mnogo večji od dosežkov makedonskega kralja Aleksandra Velikega, ki je v 320. letih pr. n. št. uničil Ahemenidsko cesarstvo, vendar ni namesto njega vzpostavil nobene stabilne alternative«. Kir je bil heroj za mnoge pomembne osebnosti, vključno s Thomasom Jeffersonom, Mohamedom Rezo Pahlavijem in Davidom Ben-Gurionom.
Spomin na Kira Velikega je še vedno živ. Iranci nanj gledajo kot na očeta naroda, tako kot so nanj gledali številni podjarmljeni narodi, dokler je bil živ. Ksenofont o tem piše:
Tiste, ki so bili njegovi podložniki, je obravnaval s spoštovanjem, kot bi bili njegovi lastni otroci, medtem ko so ga njegovi podložniki spoštovali, kot da je njihov oče... Na katerega osvajalca, razen Kira, so podjarmljeni narodi tudi po njegovi smrti gledali kot na svojega očeta? Vse to se je zgodilo zato, ker je bil človek, ki je dajal, in ne človek, ki je jemal.
Babilonci in Judje so ga imeli za osvoboditelja. V Ezrovi knjigi Stare zaveza  je pripoved o vrnitvi Judov iz izgnanstva v prvem letu Kirove vladavine, v kateri Kir oholo razglaša:
Vsa kraljestva na zemlji mi je dal Gospod, Bog nebes, in mi naročil, naj mu sezidam hišo v Jeruzalemu, ki je v Judeji. Kdor med vami je iz vsega njegovega ljudstva, naj bo z njim njegov Bog. Naj gre v Jeruzalem, ki je v Judeji, in naj zida hišo Gospoda, Izraelovega Boga.
Kir se je odlikoval kot državnik in kot vojak. Ahemenidsko cesarstvo se je obržalo tako dolgo po njegovi smrti tudi zaradi politične infrastrukture, ki jo je on ustvaril.
Vzpon Perzije med Kirovo vladavino je močno vplival na tok svetovne zgodovine. Iranska filozofija, književnost in vera so celo naslednje tisočletje igrale pomembno vlogo v svetovnih dogajanjih. Perzija je kljub temu, da so jo v 7. stoletju n. št. osvojili muslimani, med islamsko zlato dobo obdržala ogromen vpliv na Srednji vzhod in bila pomembnen vzvod za rast in širjenje islama. 
Številne iranske dinastije, ki so sledile Ahemenidskemu cesarstvu, in njihovi vladarji, so se imeli za Kirove dediče in trdile, da so naslednice vladavine, ki se je začela s Kirom Velikim. Za Sasanidsko dinastijo se mnenja zgodovinarjev razhajajo.
Aleksander Veliki je bil velik občudovalec Kira Velikega in je od rane mladosti prebiral Ksenofontovo Kiropedijo z opisi Kirovih junaštev v bitkah. Občudoval je tudi njegove vladarske in zakonodajalske sposobnosti. Med obiskom Pasargada je ukazal Aristobulu obnoviti Kirovo grobnico in okrasiti njeno notranjost.
Profesor Richard Nelson Frye pripisuje Kiru skoraj mitološko vlogo in ga primerja z Romulom in Remom pri Starih Rimljanih in Mojzesom pri Judih.
Profesor Patrick Hunt za Kira pravi, da je bil eden od samo nekaj vladarjev, ki so resnično zaslužili vzdevek Veliki. Njegovo cesarstvo je bilo največje v dotedanji zgodovini in eno od največjih nasploh.

### Vera in filozofija
Na splošno velja prepričanje, da je na Kirova politiko in dejanja vplival Zaratustrov nauk, čeprav ni nobenega jasnega dokaza, da je Kir prakticiral kakšno določeno vero. Pierre Briant piše, da so znani podatki preskopi, zato bi bilo »lahkomiselno poskušati rekonstruirati, katere vere je Kir morda bil«.  Njegovi verski pogledi so domnevno razvidni iz vsebine  Kirovega valja na katerem piše: 
û-mi-Ša-am ma- h ar iluBel ù iluNabu Š a a-ra-ku ume-ia li-ta-mu-ú lit-taŠ-ka-ru a-ma-a-ta du-un-ki-ia ù a-na iluMarduk beli-ia li-iq-bu-ú ' Ša mKu-ra-aŠ Šarri pa-li- hi-ka u mKa-am-bu-zi-ia mari- Šu'  (Kirov valj, akadščina, vrstica 35)
moli vsak dan pred Bêlom in Nabujem za moje dolgo življenje in onadva bosta morda spregovorila kakšno prijazno besedo zame in rekla Marduku, mojemu gospodu, »Naj Kir, kralj, ki moli k tebi, in Kambis, njegov sin,«
Kirova politika do verstev manjšin je dobro dokumentirana v babilonskih, judovskih in drugih zgodovinskih spisih. Kirova politika verske strpnosti je veljala v celem obširnem cesarstvu. Ali je bila politika nekaj novega ali samo nadaljevanje politike, ki jo je nasledil od Babiloncev in Asircev, je še vedno predmet razprav.  V Babilonijo je prinesel mir, zadrževal svojo vojsko daleč od svetišč in obnovil kipe babilonskih bogov v njihovih svetiščih.
Njegov odnos do Judov, izgnanih v Babilon po Nebukadnezarjevem upustošenju Jeruzalema, je opisan v Svetem pismu. Tretji del Judovskega svetega pisma (Ketuvim) se v Drugi kroniki konča s Kirovim odlokom, da se izgnani Judje lahko vrnejo v Obljubljeno deželo in dovoljenjem, da obnovijo svoj tempelj. Kirov odlok je v celoti zapisan tudi v Ezrovi knjigi Stare zaveze.
V prvem letu kralja Kira je kralj Kir izdal povelje glede Božje hiše v Jeruzalemu: Hiša naj se pozida kot kraj, kjer se bodo darovale daritve, in tudi njeni temelji naj se utrdijo. Njena višina naj bo šestdeset komolcev in njena širina šestdeset komolcev. Tri vrste naj bodo iz obdelanih kamnov in ena vrsta iz lesa, stroške pa naj poravnajo iz kraljeve hiše. Tudi zlate in srebrne predmete Božje hiše, ki jih je bil Nebukadnezar vzel iz templja v Jeruzalemu in jih odnesel v Babilon, naj vrnejo, da pridejo v jeruzalemski tempelj. Odložijo naj jih na njihovo mesto v Božji hiši.
Judje ga častijo kot plemenitega in pravičnega kralja. V enem od odlomkov v Svetem pismu ga Izaija imenuje Mesija (dobesedno maziljeni, Izaija 45:1), kar pomeni, da je bil edini pogan oziroma Nejud, ki je dobil ta častni naziv. V nadaljevanju je zapis, kaj je rekel Bog: 
Jaz sem ga obudil s pravičnostjo in bom zravnal vse njegove poti. On bo pozidal moje mesto in odpustil moje izgnance, brez kupnine in brez odškodnine, govori Gospod nad vojskami.
Iz besedila je razvidno, da Kir za osvoboditev Judov ni zahteval nobene usluge ali plačila.
Jožef Flavij, judovski zgodovinar iz 1. stoletja n.št., komentira tradicionalno stališče Judov do Kira iz Izaijevi knjigi v svojih Judovskih starinah (knjiga 11, poglavje 1):
V prvem letu Kirove vladavine, ki je bilo sedemdeseto od dneva, ko je bilo naše ljudstvo izgnano iz domovine v Babilon, se je Bog usmilil ujetništva in bede tega ubogega ljudstva, kot je napovedal prerok Jeremija pred uničenjem mesta, da se bo potem, ko bo služilo Nebukadnezarju in njegovim potomcem, in potem, ko bo prestalo sedemdeset let sužnosti, lahko vrnilo v deželo svojih očetov, zgradilo svoj tempelj in uživalo v nekdanji blaginji. Vse to je zanje storil Bog, ki je spodbudil Kira, da je po celi Aziji razglasil:  »Tako govori Kir, kralj: Ker me je vsemogočni Bog imenoval za kralja vse naseljene Zemlje, verjamem, da je to tisti Bog, ki ga časti izraelsko ljudstvo. Moje ime so napovedali preroki, zato mu bom zgradil hišo v Jeruzalemu v deželi Judeji«. Kir je to izvedel med branjem knjige s prerokbo preroka Izaije. Za tega preroka je rečeno, da je mu je to povedal Bog v tajnem videnju: »Moja volja je, da Kir, katerega sem imenoval za kralja številnih in velikih ljudstev, pošlje moje ljudstvo nazaj v njegovo domovino in zgradi moj tempelj«. To je napovedal Izaija sto štirideset let preden je bil tempelj porušen. Ko je Kir to prebral, je občudoval božansko moč in si goreče zaželel, da bi izpolnil napisano. Sklical je najbolj imenitne babilonske Jude in jim rekel, da se lahko vrnejo v domovino, obnovijo mesto Jeruzalem in božji tempelj, sam pa jim bo pri tem pomagal. Vsem vladarjem in guvernerjem, ki so vladali v deželah okoli Judeje, je ukazal, da jim morajo z zlatom in srebrom pomagati zgraditi tempelj in priskrbeti žrtvene živali.
V Tanaku ga Judje hvalijo (Izaija 45:1–6 in Ezra 1:1–11) zaradi osvoboditve iz suženjstva, humanitarne enakosti in odprave drugih škod, ki jih je napravil, po dugi strani pa ga tudi kritizirajo, ker jim je lagal, da so bili Kutiti tisti, ki so želeli, da ustavi gradnjo drugega templja. Kutiti so obtožili Jude, da kujejo zaroto, zato je Kir ustavil gradnjo. Gradnjo je dokončal Darej I. leta 515 pr. n. št. V Svetem pismu je bil kralj Artakserks tisti, ki je ustavil gradnjo templja v Jeruzalemu.
Objava Kirovega odloka je vprašljva. Profesor Lester L Grabbe trdi, da ga sploh ni bilo in da je bila Kirova politika tista, ki je omogočila izgnancem vrnitev v domovino in obnovo templjev. Trdi tudi, da vrnitev ni bila takojšnja ampak je trajala morda več desetletij in zajela morda 30.000 ljudi. V obstoj odloka dvomi tudi Philip R. Davies in dodaja, da je pristnost Ezrovih zapisov 1, 1-4 sporna. Pri tem se sklicuje na dokument, ki ga je 15. decembra 1993 izdal Institut Catholique de Paris. Dokument trdi, da zapis nima oblike uradnega dokumenta ampak obliko biblijskega preroškega besedila. Mary Joan Winn Leith je prepričana, da bi Ezrov zapis in Kirov valj lahko bila avtentična. Kir je, podobno kot njegovi predhodniki, na ta način poskušal pridobiti podporo strateško pomembnih partnerjev, zlasti tistih na meji z Egiptom, katerega je želel osvojiti. Zapisala je tudi, da »sklicevanje na Marduka na Kirovem valju in Jahveja v biblijskem besedilu kaže perzijsko težnjo, da bi lokalne religije in politične običaje podredili državnim interesom«.
Nekateri sodobni islamski znanstveniki domnevajo, da je koranska oseba Dhul-Qarnayn Kir Veliki. Teorijo je predlagal sunitski učenjak Abul Kalam Azad in potrdila šiitska učenjaka Allameh Tabatabaei v svoji Tafsir al-Mizan in Makarem Shirazi.

### Politika in državna uprava
Kir je ustanovil cesarstvo z več državami, katerim so vladali iz štirih prestolnic: Pasargad, Babilon, Suza in Ekbatana. Države so bile organizirane v satrapije in imele nekaj samouprave. Satrapija je bila običajno geografsko zaključena upravna enota. Upravljali so jo satrap (guverner), ki je bil nekakšen vazalni kralj, general, ki je nadziral novačenje vojakov in zgotavljal red, in državni tajnik, ki je hranil uradne dokumente. General in državni tajnik sta bila neposredno odgovorna satrapu in centralni vladi.
Kir je v osvojenih kraljestvih ustanovil več novih satrapij. Njegov imperij je temeljil na davkih satrapij in prilivu vojakov iz številnih delov njegovega imperija. Njegovo politiko je nadaljeval tudi njegov naslednik Darej II.
Kir je s takšno organizacijo ustvaril močno armado, vključno z enoto Neumrljivih, v kateri je bilo 10.000 zelo izurjenih vojakov. Po celem imperiju je vzpostavil učinkovito poštno službo s poštnimi postajami, imenovanimi  čapar haneh.
S Kirovimi osvajanji se je začelo novo obdobje graditve imperija, v katerem je pod Selevkidi in kasneje pod  Parti in Sasanidi nastala naddržava z več deset državami, rasami, verstvi in jeziki, ki jo je upravljala ena sama centralna oblast.
Kir je bil znan po svojih inovacijah v gradbeništvu. Dodelal je tehnologije, ki jih je odkril v podjarmljenih kulturah in jih uporabil pri gradnji palač v Pasargadu. Slovel je kot velik ljubitelj vrtov. Nedavna izkopavanja v njegovi pretolnici so odkrila pasargadski perzijski vrt z mrežo namakalnih kanalov. V Pasargadu sta bili dve palači, obdani z mogočnim kraljevim parkom in obširnimi vrtovi. Med njima je bil na štiri dele razdeljen vrt Paradizija z več kot tisoč metrov kanalov iz klesanega apnenca, ki so napajali majhne bazene, razporejene na razdalji šestnajst metrov. V parku je bilo zasajeno različno divje in udomačeno rastlinje. Park Paradizija je bil izjemen in postal zgled za številne antične in sodobne parke.
Kirovo zapuščino so občutili vse do Islandije in kolonialne Amerike. Mnogo mislecev in vladarjev iz starega veka, renesanse in razsvetljenstva in predhodnikov Združenih držav Amerike je preko Kiropedije iskalo navdih pri Kiru Velikemu. Thomas Jefferson, na primer, je imel dva izvoda Kiropedije. Ena od njiju je imela na prednji strani natisnjeno grško besedilo in latinski prevod in kaže, da je imela pomemben vpliv na Deklaracijo Združenih držav o neodvisnosti.
Angleški zdravnik in filozof Sir Thomas Browne je leta 1658, v času, ko je v Veliki Britaniji vladal protektor Cromwell, napisal razpravo z naslovom Kirov vrt, v kateri Kira prikazuje kot pravzor modrega vladarja. 
Nobelova nagrajenka Shirin Ebadi je na podelitvi Nobelove nagrade za mir 10. decembra 2003 v svojem govoru omenila tudi Kira: 
Sem Iranka, potomka Kira Velikega, prav tistega vladarja, ki je na vrhuncu svoje moči pred 2500 leti proglasil, da »ne bi vladal ljudem, če si tega ne bi želeli« . Obljubil je, da nikogar ne bo prisilil, da spremeni svojo vero in prepričanje in vsem zagotovil svobodo. Listina Kira Velikega je eden od najpomembnejših dokumentov, ki bi se morali preučevati v zgodovini človekovih pravic.

### Kirov valj
Eden od nekaj ohranjenih virov podatkov, ki je nastal v Kirovem času, je Kirov valj, napisan v akadskem klinopisu. Valj je bil po perzijski osvojitvi Babilona leta 539 pr. n. št. položen v temelje Esagile, Mardukovega templja v Babilonu. Odkrili so ga leta 1879. Hrani ga Britanski muzej v Londonu.
Besedilo opisuje odstavljenega babilonskega kralja Nabonida kot brezbožneža, Kira pa kot Marduku všečnega vladarja. V nadaljevanju opisuje Kirove izboljšave življenja meščanov Babilona, vrnitev razseljenih oseb v domovino in obnove templjev in kultnih svetišč. Osvoboditev Judov iz babilonskega suženjstva ni posebej omenjena in se šteje za del Kirove splošne politike.
V 1970. letih je iranski šah Mohamed Reza Pahlavi privzel Kirov valj za politični simbol proslavljanja 2.500. obletnice iranske monarhije in poudarjal, da je bil valj prva deklaracija o človekovih pravicah v zgodovini človeštva. Takšne poglede so nekateri poznavalci spodbijali kot anahronistične in tendenciozne, ker bi bil sodobni koncept človekovih pravic Kirovim sodobnikom dokaj tuj in na valju ni omenjen. Valj je kljub temu, da je nastal v Babiloniji, postal del iranske kulturne identitete.
Organizacija združenih narodov je leta 1971 valj razglasila za »starodavno deklaracijo o človekovih pravicah«, kar je odobril tedanji generalni sekretar OZN U Tant. Britanski muzej opisuje valj kot »instrument strodavne mezopotamske propagande in deklaracijo o reformah, kakršne so mezopotamski vladarji na začetku svojih vladavin razglašali že v tretjem tisočletju pred našim štetjem«. Kirov valj poudarja, da je Kirova vladavina nadaljavanje babilonskih vladavin, čeprav hkrati kleveta njegove predhodnike.